# Cometes tumidicollis
Cometes tumidicollis là một loài bọ cánh cứng trong họ Cerambycidae.